# Ocmanice
Ocmanice település Csehországban, a Třebíči járásban. Ocmanice Vícenice u Náměště nad Oslavou, Náměšť nad Oslavou, Naloučany, Okarec és Zahrádka településekkel határos. Lakosainak száma 323 fő (2024. január 1.).

## Népesség
A település lakosságának változását az alábbi diagram mutatja:
| Lakosok száma | 338  | 334  | 393  | 348  | 360  | 321  | 329  | 333  | 326  | 323  |
|               | 1869 | 1890 | 1921 | 1950 | 1980 | 2001 | 2017 | 2019 | 2022 | 2024 |